# ری دالتون
ری دالتون (به انگلیسی: Ray Dalton) (زاده ۱۰ مهٔ ۱۹۹۰) خواننده، ترانه‌سرا آمریکایی است.